# Eloy de la Iglesia
Eloy Germán de la Iglesia Diéguez (Zarauz, 1 de enero de 1944-Madrid, 23 de marzo de 2006), conocido artísticamente como Eloy de la Iglesia, fue un director de cine y guionista español cuya trayectoria comenzó a mediados de los años 1960, prolongándose hasta 2003. Militante del Partido Comunista durante la dictadura de Franco, mantuvo amplias disputas con la censura cinematográfica debido a esta circunstancia y a su pública homosexualidad.
Sus obras cinematográficas, de estilo naturalista, directo y tendente a mostrar realidades sociales y temas incómodos, son una constante en su filmografía. Debido a esta circunstancia se le ha solido emparentar con la obra de realizadores como Pier Paolo Pasolini, Rainer Werner Fassbinder o Pedro Almodóvar.
Sus películas más conocidas, como El pico (1983), Navajeros (1980) o La estanquera de Vallecas (1987), se estrenaron en los años 80 y retratan la marginalidad y el mundo de las drogas que se vivía en las ciudades españolas en los años 1970 y 80. Sin embargo también obtuvo grandes éxitos en la década de los años 1970 con filmes como El techo de cristal (1971), La semana del asesino (1972), La criatura (1977) o El diputado (1978).
Durante su trayectoria rodó 22 películas que abordaron temáticas como la homosexualidad (La semana del asesino, Los placeres ocultos o El diputado), mostraron relaciones familiares insanas (Algo amargo en la boca o La otra alcoba), coqueteos con la ficción científica (Una gota de sangre para morir amando) e incluso realizó melodramas de encargo (Cuadrilátero o Nadie oyó gritar). También realizó adaptaciones literarias (Otra vuelta de tuerca, Calígula o Los novios búlgaros).

## Biografía

### Formación y primeros trabajos
Nacido en Zarauz, Guipúzcoa, Eloy de la Iglesia se crio en Madrid, donde estudió Filosofía y Letras hasta el tercer curso, momento en el que decidió dedicarse al cine, teatro y televisión. A los 20 años ya había escrito, dirigido o producido casi cincuenta títulos para televisión, como La doncella del mar, Los tres pelos del diablo y El mago de Oz, textos que formaron su primer largometraje Fantasía... 3 (1966). Aunque intentó ingresar en la Escuela Oficial de Cinematografía no lo aceptaron al no contar con la edad mínima requerida. Estudió cine en París en el IDHEC. Trabajó como guionista de televisión y, tras algunos trabajos rodados en 8 milímetros, debutó en el citado Fantasía... 3 que no llegó a estrenarse en salas cinematográficas.

En aquel momento había unas claras oportunidades administrativas para hacer cine infantil, un cine que no le interesaba a nadie, que nadie veía y que García Escudero, el director general de cine, estaba protegiendo de forma total.
Eloy de la Iglesia, sobre Fantasía...3  en Conocer a Eloy de la Iglesia (Filmoteca Vasca, 1996)

A final de la década de los años 60 rodó su debut en pantallas cinematográficas con Algo amargo en la boca (1969). Protagonizada por Irene Daina, Juan Diego y Maruchi Fresno, tropezó con la censura franquista dada su militancia por aquel entonces en el Partido Comunista de España. Estos problemas le acompañaron posteriormente hasta el final de la dictadura de Franco, y tiempo después, por el carácter profundamente provocador y revulsivo de su cine, de sesgo existencial y repleto de denuncia social y política.

La película estuvo a punto de convertirse en mi tumba profesional. La censura se lo tomó casi como un problema de amor propio. Para hacer pasar el guion presentamos uno que no tenía nada que ver con el auténtico. (...) En principio la prohibieron tajantemente y tardaron varios meses en acceder a tratar de los posibles cortes y modificaciones.
Eloy de la Iglesia, sobre Algo amargo en la boca en Conocer a Eloy de la Iglesia (Filmoteca Vasca, 1996)

### Años 1970
Eloy de la Iglesia comienza la década de los años 1970 con un melodrama de encargo: Cuadrilátero (1970). Protagonizada por el boxeador José Legrá es una película ambientada en el mundo del boxeo, de trasfondo sórdido, en el que dos amigos deben enfrentarse entre sí debido a una disputa que su promotor mantiene con uno de ellos.

Tenía la convicción de que si quería meterme en la industria era precisa cierta continuidad. No estaba dispuesto a rechazar propuestas en las que pudiera incorporar algo o que me sirvieran como práctica profesional. Yo asumo todos los posibles horrores de mis películas, salvo en este caso.
Eloy de la Iglesia, sobre Cuadrilátero en Conocer a Eloy de la Iglesia (Filmoteca Vasca, 1996)

De la Iglesia alcanzó su primer éxito comercial con su tercera película: El techo de cristal (1971). Interpretada por Carmen Sevilla, Patty Shepard y Emma Cohen se trata de un thriller detectivesco que cuenta la historia de Marta (Sevilla), una mujer casada solitaria dado que su marido viaja mucho, que con el paso de los días empieza a sospechar que Julia (Shepard), su vecina de arriba, ha matado a su marido. Tuvo una buena respuesta en taquilla con más de 1.000.000 de espectadores.

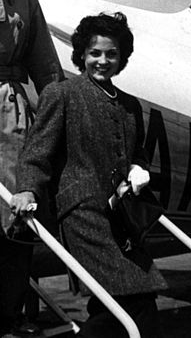
Carmen Sevilla actuó en dos películas de Eloy de la Iglesia: El techo de cristal (1971), con la que obtuvo el premio a mejor actriz del Círculo de Escritores Cinematográficos, y Nadie oyó gritar (1973).

Es la película más hermosa que he hecho nunca.
Carmen Sevilla, sobre El techo de cristal en Diario El País (1996)
 

Intentando evitar la acción de la censura cinematográfica, cosa que no logró, se acercó paulatinamente al thriller y el cine de terror con sus siguientes trabajos, despreciando los amaneramientos y academicismos estilísticos y estructurales.
La semana del asesino (1972), interpretada por Vicente Parra, Emma Cohen y Eusebio Poncela, narra la historia de un hombre que accidentalmente mata a un taxista delante de su novia. Para evitar ser descubierto, aunque su vecino es conocedor de lo que sucede y planea una operación para seducirlo, cae en una espiral de nuevos crímenes transformándose en un asesino en serie. El guion fue rechazado dos veces por la censura y el film sufrió 64 cortes en el metraje.

Eloy era muy especial, y te dabas cuenta de que su mundo, su discurso y su antidiscurso eran muy especiales. Tuvimos problemas con la censura, no te creas, pero en general salió bien. Y la producción era un espanto, ya te puedes imaginar, todo muy precario pero siempre estaba Eloy presente, con ese espíritu tremebundo. Y eso es muy importante: si no tienes un jefe, un timonel que no sepa dónde cojones va la película, mal. Y él tenía ese espíritu, pero de verdad. (...) Fue un rodaje peculiar, por decirlo piadosamente. Y siempre me extrañaré de cómo pudo funcionar aquello, porque a mí Vicente Parra no me seducía en lo más mínimo.
Eusebio Poncela, sobre La semana del asesino en CaninoMag (2016) 

En Nadie oyó gritar (1973) Carmen Sevilla interpreta a una prostituta mostrada de forma velada. De manera fortuita se hace cómplice de su vecino (Vicente Parra) quien, sometido al carácter de su mujer (María Asquerino), acaba asesinándola y trata de hacer desaparecer el cadáver con la ayuda de su vecina ante la amenaza de matarla.

Es evidente que en Nadie oyó gritar había un protagonismo del argumento. (...) Todo era como muy falso, con unos decorados horrorosos, aunque eran naturales, con esos baños redondos, un empapelado muy hortera, todo muy bien puesto; todo era artificial, como el viaje a Londres del principio, para que se notara que habíamos ido a Londres y se viera la producción, no porque sirviera para nada a la historia
Eloy de la Iglesia, sobre Nadie oyó gritar en Conocer a Eloy de la Iglesia (Filmoteca Vasca, 1996)

Una gota de sangre para morir amando (1973), ficción científica cuya trama transcurre en un estado neofascista durante un futuro indeterminado, es un exploitation deudor de La naranja mecánica de Stanley Kubrick. Ana (Sue Lyon), enfermera en un gran hospital, observa en su trabajo el aumento del número de asesinatos perpetrados sobre hombres jóvenes. Las autoridades intentarán localizar al asesino aunque los espectadores serán conscientes desde el principio que es la enfermera quien seduce y asesina a sus inocentes víctimas tras mantener relaciones sexuales con ellos.

La verdad es que el futurismo nunca funciona y enseguida se queda viejo, lo que se comprueba simplemente viendo 1984 en 1985. Ese error en connatural a todo futurismo: ves los cómics de los años 30 y dan risa. Incluso cosas más serias, como el 2001 de Kubrick, hoy no son creíbles
Eloy de la Iglesia, sobre Una gota de sangre para morir amando en Conocer a Eloy de la Iglesia (Filmoteca Vasca, 1996)

Cierra este ciclo temático Juego de amor prohibido (1975), que tuvo profundos problemas con la censura cinematográfica. Un profesor (Javier Escrivá) retiene y humilla, en su lóbrego y aislado caserón señorial, a una pareja de alumnos (John Moulder-Brown e Inma de Santis) hermanos y que mantienen una relación afectiva de carácter incestuoso. La historia da un giro cuando los jóvenes se rebelan y toman el control de la situación.

Desempeño el papel protagonista y somos un chico y una chica que nos escapamos del colegio para vivir libremente nuestras relaciones. El argumento es un poco complicado, más o menos nos acoge un señor en su casa y poco a poco se produce un cambio de poder de él a mí.
Inma de Santis, sobre Juego de amor prohibido en Diario Vasco (1975) 

La muerte de Franco supone que las siguientes películas de De la Iglesia comiencen a abordar claramente la temática sexual, ya insinuada en películas como La semana del asesino.
La primera muestra es La otra alcoba (1976) donde se plantea un triángulo amoroso entre Juan (Patxi Andión), un joven que trabaja en una estación de servicio, Diana (Amparo Muñoz), una bella mujer casada con un bien posicionado pero estéril marido, Marcos (Simón Andreu). Aunque Marcos hace creer a Diana que es la responsable de que no puedan tener hijos, ella descubre la verdad para, finalmente,  mantener aventuras con otros hombres con los que mantener relaciones y cumplir su sueño de ser madre.

Hubo problemas de censura, pero menores, porque era evidente que la situación estaba cambiando, aunque no sabíamos hasta qué punto
Eloy de la Iglesia, sobre La otra alcoba en Conocer a Eloy de la Iglesia (Filmoteca Vasca, 1996)

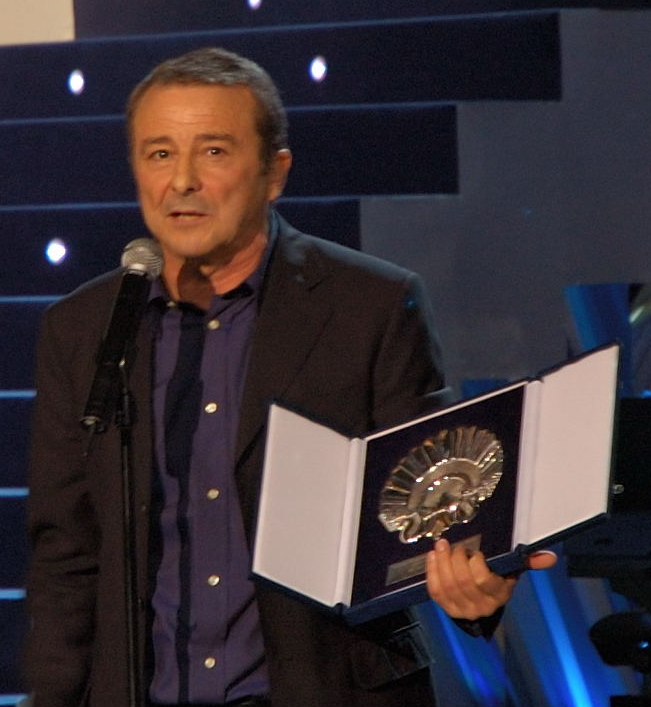
Juan Diego participó en el debut en salas comerciales de Eloy de la Iglesia: Algo amargo en la boca (1969). También, junto a Ana Belén, en La criatura (1976).

En La criatura (1977) Cristina (Ana Belén) es una mujer que practica relaciones zoofílicas frente a la frustrante, insana y fracasada relación que mantiene con su marido, Marcos (Juan Diego), un presentador de televisión bien posicionado y de mentalidad conservadora.

La zoofilia, en contra de las apariencias, a mí me parecía muy poca cosa como argumento; me resultaba banal y trataba de trascenderla, con los riesgos que se corren cuando trasciendes algo, sobre todo si se trata de algo tan detonante.
Eloy de la Iglesia, sobre La criatura en Conocer a Eloy de la Iglesia (Filmoteca Vasca, 1996)

El mismo año De la Iglesia estrenó, después de una agria polémica con la censura que prohibió la exhibición de la película durante meses, Los placeres ocultos (1977). Es la historia de Eduardo (Simón Andreu), un ejecutivo de banca homosexual bien posicionado económicamente, acostumbrado a relaciones fugaces hasta que se enamora de Miguel (Tony Fuentes), un guapo joven de origen humilde.

Trabajar con Eloy de la Iglesia era una gozada, él ya traía la película rodada desde casa. Cuando llegaba a los rodajes, colocaba las cámaras y todo salía sobre ruedas, sin titubeos, era como si hubiera soñado la película, como si la tuviera en mente. Y era muy eficaz, rodaba casi exclusivamente lo que necesitaba, al menos en los comienzos de su carrera. Recuerdo que en La otra alcoba, la primera película que rodé con él, a mediados de los años setenta, los actores no teníamos derecho a segunda toma. En ese aspecto se parecía a León Klimowsky.
Simón Andreu, sobre Eloy de la Iglesia en Diario La Opinión de Murcia (2017)
 

El sacerdote (1978), ambientada en el tardofranquismo e interpretada por Simón Andreu, Esperanza Roy y Emilio Gutiérrez Caba, presenta a un joven sacerdote (Andreu), reprimido y sin acceso a la vida sexual, obsesionado por una feligresa (Roy) hasta acabar castrado.

Es una película agresiva y tremendamente popular, muy inmediata, cotidiana, que tiene una gran capacidad de sugerencia a todos los que hemos tenido una formación religiosa en la generación de los sesenta. Presenta la historia de un tipo determinado, un hombre castrado como ente sexual por su ideología y sus creencias determinadas. El hecho de que sea un sacerdote es un dato anecdótico, pero no del todo significativo. La película no lleva ninguna clase de mensaje o moral; quizá la tesis esencial sea la necesidad imperiosa de la libertad y el acceso a una libertad sexual.
Eloy de la Iglesia, sobre El sacerdote en Diario El País (1979) 

En El diputado (1978), interpretada por José Sacristán, María Luisa San José y José Luis Alonso, un político bisexual (Sacristán) próximo secretario general del Partido Comunista se ve inmerso en un complot organizado por un partido de ultraderecha que utiliza como gancho el atractivo chapero (Alonso) con quien mantiene una relación con la aquiescencia de su mujer (San José).
.

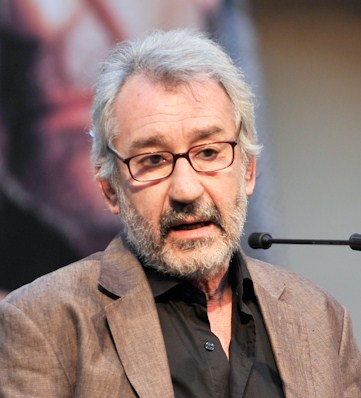
Uno de los personajes más carismáticos de la filmografía de Eloy de la Iglesia, El diputado (1978), fue encarnado por José Sacristán. También participó en otros proyectos del realizador como Miedo a salir de noche (1980) junto a Antonio Ferrandis.

En aquella época el Partido (Partido Comunista de España) quería ser tolerante, emerger como un grupo abierto donde no existían dogmatismos. Quería ser moderno, en el peor sentido de la palabra. Y yo lo que trataba era..., bueno, pues de llevarles contra las tablas de eso. De hecho, logré que Santiago Carrillo y todo el Comité Ejecutivo, ya muerto Franco, claro, fueran al estreno de una de mis películas más polémicas, El diputado, donde la política y la homosexualidad jugaban a partes iguales. Ya te digo, lo de ellos era un juego para buscar votos.
Eloy de la Iglesia, sobre El diputado en Diario El Mundo (1996) 

### Años 1980
Cambiando de registro Miedo a salir de noche (1980), interpretada por José Sacristán y Antonio Ferrandis, avanza el género a que se dedicará durante la década y que le reportará las películas más comerciales de su filmografía: el cine quinqui. Esta cinta, irónica y divertida en una época marcada por la inseguridad ciudadana, difundió lo que acabó convirtiéndose en una leyenda urbana sobre una violenta banda de violadores. 

Nunca me he tomado en serio esa cosa tan solemne que es la seguridad personal. Yo no me tengo ese respeto a mí mismo. Lamento no haber cometido más locuras. Pero también es cierto que me jode haber pagado tanto peaje.
Eloy de la Iglesia, Diario El Mundo (1996) 

Enrique San Francisco (2.º por la izda.) encarnó diversos personajes "canallescos" en las películas más populares de "cine quinqui" realizadas por Eloy de la Iglesia..

La mujer del ministro (1981), coproducción hispano-mexicana con guion de Eloy de la Iglesia, Gonzalo Goicoechea, Raúl Alcántara y Ángel Sastre, obtuvo una polémica calificación "S" que el director atribuyó a que la temática planteada molestó en altas esferas políticas. La marquesa de Montenegro (María Martín), mujer en decadencia física y económica, conserva amigos influyentes como el ministro Fernández Herrador (Simón Andreu). Cuando Teresa (Amparo Muñoz), la mujer del ministro, necesita un nuevo jardinero la marquesa le presenta a Rafael (Manuel Torres), un joven que se dedica a seducir mujeres ricas y maduras, con quien mantuvo un escarceo en una playa de moda. Teresa, atraída por el vigoroso joven en contraposición a su impotente marido, disfruta de encuentros íntimos en casa de la marquesa. La situación se complica cuando el ministro sufre un atentado terrorista del que sale ileso, en el que se  involucra a Rafael, para evitar ser acusado de soborno por una multinacional.

Esta S viene a ser como una especie de sanción, pues si bien no restringe mucho los circuitos de distribución, desconcierta al espectador que entra al cine a ver una cosa y se encuentra con otra muy distinta. La verdad es que ya nos temíamos que remitieran el oficio al ministerio fiscal, porque los trámites burocráticos sufrieron varias demoras y dilaciones injustificadas.
Eloy de la Iglesia, sobre La mujer del ministro en Diario El País (1981) 

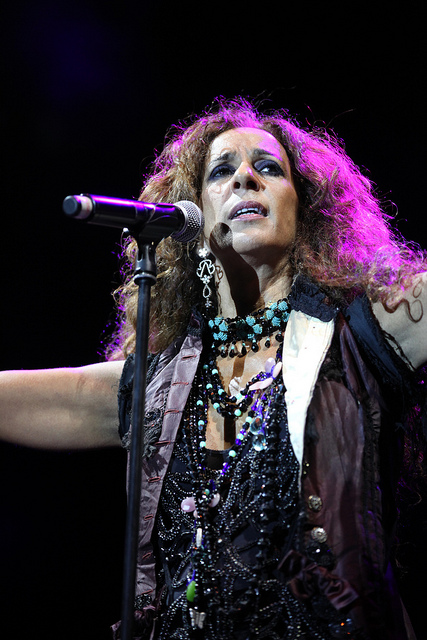
Rosario Flores, Antonio Flores y José Luis Manzano encabezaron el reparto de Colegas (1982), una de las películas más recordadas del director vasco.

Su siguiente película, Colegas (1982), interpretada por José Luis Manzano, Rosario Flores y Antonio Flores es considerada por parte de la crítica como su mejor película y obtuvo una buena respuesta comercial. Presentada en el Festival de Valladolid narra la vida de un grupo de adolescentes, con el trasfondo del paro, la droga y la delincuencia, que habitan en la barriada de una gran ciudad.

Es una película muy entrañable para mi. (...) Se nos ocurrió un tema, que entonces no era de actualidad y en el que luego la película ha resultado casi premonitoria: el tráfico de bebés. Entonces no estaba legalizado el aborto; de hecho se estrenó tres días antes de las elecciones que dieron el gobierno al PSOE
Eloy de la Iglesia, sobre Colegas en Conocer a Eloy de la Iglesia (Filmoteca Vasca, 1996)

El pico (1983), y su secuela El pico 2 (1984), interpretadas ambas por José Luis Manzano, se convirtieron en éxitos de taquilla pero despertaron la incomprensión de críticos de todos los espectros ideológicos al tacharla de "comercial" y "oportunista" por la temática tratada: narra los problemas que se les presentan a un comandante de la Guardia Civil y a un diputado de la Izquierda abertzale cuando descubren que sus hijos adolescentes, amigos íntimos, están enganchados a la droga dura.

He querido hablar de la imposibilidad de entendimiento entre padres e hijos, y lo he hecho utilizando un esquema que están hartos de emplear en las cinematografías de otros países: que los protagonistas sean personajes políticamente importantes (...) Por culpa de determinada prensa que, en su afán de arnarillismo, se excusa en El pico para crear el escándalo, adoptando una actitud golpista y desestabilizadora. A mí no me extraña esa reacción de la prensa ultra, pero es todavía más repugnante en periódicos que se dicen progresistas.
Eloy de la Iglesia, sobre El pico en Diario El País (1983) 

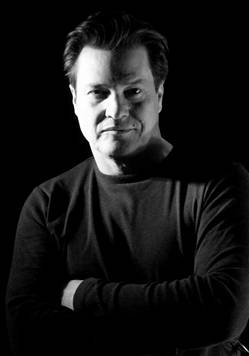
Pedro Mari Sánchez encabezó el reparto de Otra vuelta de tuerca (1985) adaptación de la novela homónima escrita por Henry James.

Apartado puntualmente de esta temática, su siguiente proyecto fue la adaptación de la novela Otra vuelta de tuerca (1985) escrita por Henry James.  La película, interpretada por Pedro Mari Sánchez, Queta Claver, Asier Hernández y Cristina Goyanes en sus roles principales, narra la historia de Roberto (Sánchez), un joven que abandona el seminario jesuita de Loyola. Por medio del párroco de su pueblo encuentra trabajo como preceptor de dos niños huérfanos sobrinos del conde de Echebarria. Aunque la crítica alabó la realización y factura formal de la película el enrarecido clima poético presente en la obra original se presenta de forma esquemática. A pesar de sus virtudes, la película fue un fracaso comercial.

Tenía la sensación de que (Henry) James había metido en una mujer lo que en el fondo era una historia masculina. No me creía que una mujer victoriana tuviera esa libertad de viajar, esa independencia; me parecía más lógico en un hombre que quiere introducirse en un mundo social que no es el suyo.
Eloy de la Iglesia, sobre Otra vuelta de tuerca en Conocer a Eloy de la Iglesia (Filmoteca Vasca, 1996)

Más tarde volvió al tema de la delincuencia callejera, con gran éxito, en la comedia La estanquera de Vallecas (1987). Basada en la obra teatral homónima de José Luis Alonso de Santos, la película está repleta de diálogos ágiles y costumbristas y un destacado reparto que incluye a Emma Penella, José Luis Gómez, José Luis Manzano, Maribel Verdú y Fernando Guillén. La trama muestra a una pareja de delincuentes de poca monta, un albañil en paro (Gómez) y su joven amigo (Manzano), que deciden atracar un estanco en Vallecas sin valorar su inexperiencia ni el valor mostrado por la estanquera (Penella), viuda de guardia civil, y su sobrina (Verdú), una joven que ve la ocasión en la impuesta compañía de sus secuestradores para despertar a la sensualidad y a la relación con los hombres.

Es una película en la que los conflictos se dan dentro de la misma clase social: la tensión viene dada porque los personajes enfrentados están del mismo lado, porque el mayor oponente de un pobre es siempre otro pobre. En un momento dado la estanquera les dice el tópico ese de que por qué no han atracado a un rico, y ellos contestan que atracan lo que pueden, no lo que desean.
Eloy de la Iglesia, sobre La estanquera de Vallecas en Diario El País (2004) 

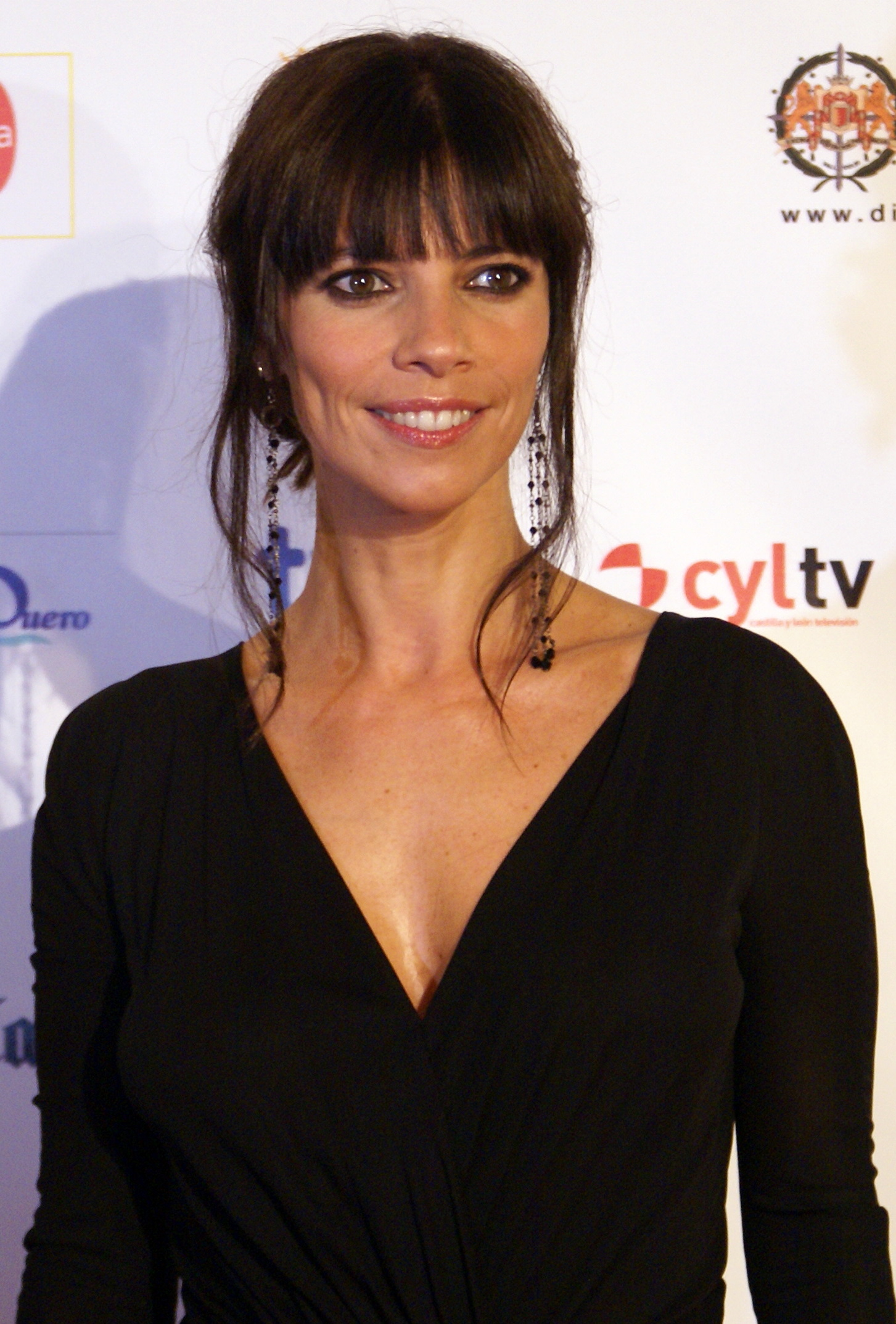
Con apenas 17 años Maribel Verdú tuvo uno de sus primeros papeles protagonistas en La estanquera de Vallecas (1987), una de las películas más taquilleras y carismáticas de Eloy de la Iglesia.

Las numerosas y muy diferentes propuestas que Eloy de la Iglesia  presentó al ICAA, antigua Dirección de Cine, a partir de febrero de 1986 y con distintas compañías productoras no obtuvieron el apoyo de la institución, lo que imposibilitó el despegue de cualquier producción de  un largometraje dirigido por Eloy de la Iglesia según el nuevo modelo de producción para el cine español. Esta dinámica se mantendrá hasta 2003. En el segundo trimestre de 1988, Eloy de la Iglesia estaba completamente deshabituado de opiáceos. Había comenzado a consumirlos en septiembre de 1983. Paulatinamente, sus productores y apoyos habían ido desapareciendo granjeándose él la fama de director problemático. Poco a poco, entró en una depresión, acentuada por el consumo crónico de sicofármacos y por el fallecimiento de su actor fetiche José Luis Manzano, con quien había mantenido una estrecha relacióny que apareció cadáver en un apartamento que ocupaba, en febrero de 1992, en la madrileña calle de Rafael de Riego, una muerte por la que estuvo investigado. También se vieron implicados en problemas con las drogas algunos actores participantes en sus películas, como Enrique San Francisco, José Luis Fernández "Pirri" o Antonio Flores.

### Años 1990
Gracias a una iniciativa personal de Diego Galán, el cineasta recibió un homenaje del Festival de Donostia en 1996y se programó una retrospectiva de todas sus películas que fue titulada "Conocer a Eloy de la Iglesia".

Nunca me ha importado hablar de aquello, pero no deja de ser paradójico que mi adicción haya sido tan sonada cuando tan sólo consumí durante cuatro años. Desde hace once estoy desintoxicado.
Eloy de la Iglesia, en Diario El Mundo (1996) 

La presencia y apoyo de influyentes miembros de la profesión, de históricos actores y actrices que participaron en sus filmes y el interés por redescubrir su obra, reavivó el interés en la figura de ester director que permaneció dieciséis años en forzosa inactividad a causa de factores externos y hostiles a su persona y a su forma de ejercer la libertad de expresión.

Un profesional del cine nunca para de trabajar. Puede no tener un salario, ni un contrato, pero la herramienta vive dentro de uno mismo y estás engrasándola desde el momento en el que coges el bolígrafo y empiezas a escribir un esquema de guion, o incluso cuando vas a ver una película y determinada secuencia te llama la atención. La herramienta es la mirada. Ese pensar y deformar lo que vas viendo por la calle, lo que lees un día en el periódico.
Eloy de la Iglesia, en Revista La Crítica  (2013) 

### Años 2000: Últimos trabajos
Retomando su trabajo para televisión De la Iglesia dirigió una adaptación de la obra teatral Calígula (2001) escrita por Albert Camus en 1944. Estrenada dentro del espacio Estudio 1 de Televisión Española, sus papeles principales fueron interpretados por Roger Pera, Assumpta Serna, Fernando Guillén Cuervo y Sancho Gracia. A diferencia de lo habitual en las producciones de Estudio 1 tuvo la particularidad de mostrar no sólo el plató sino contar con localizaciones exteriores.

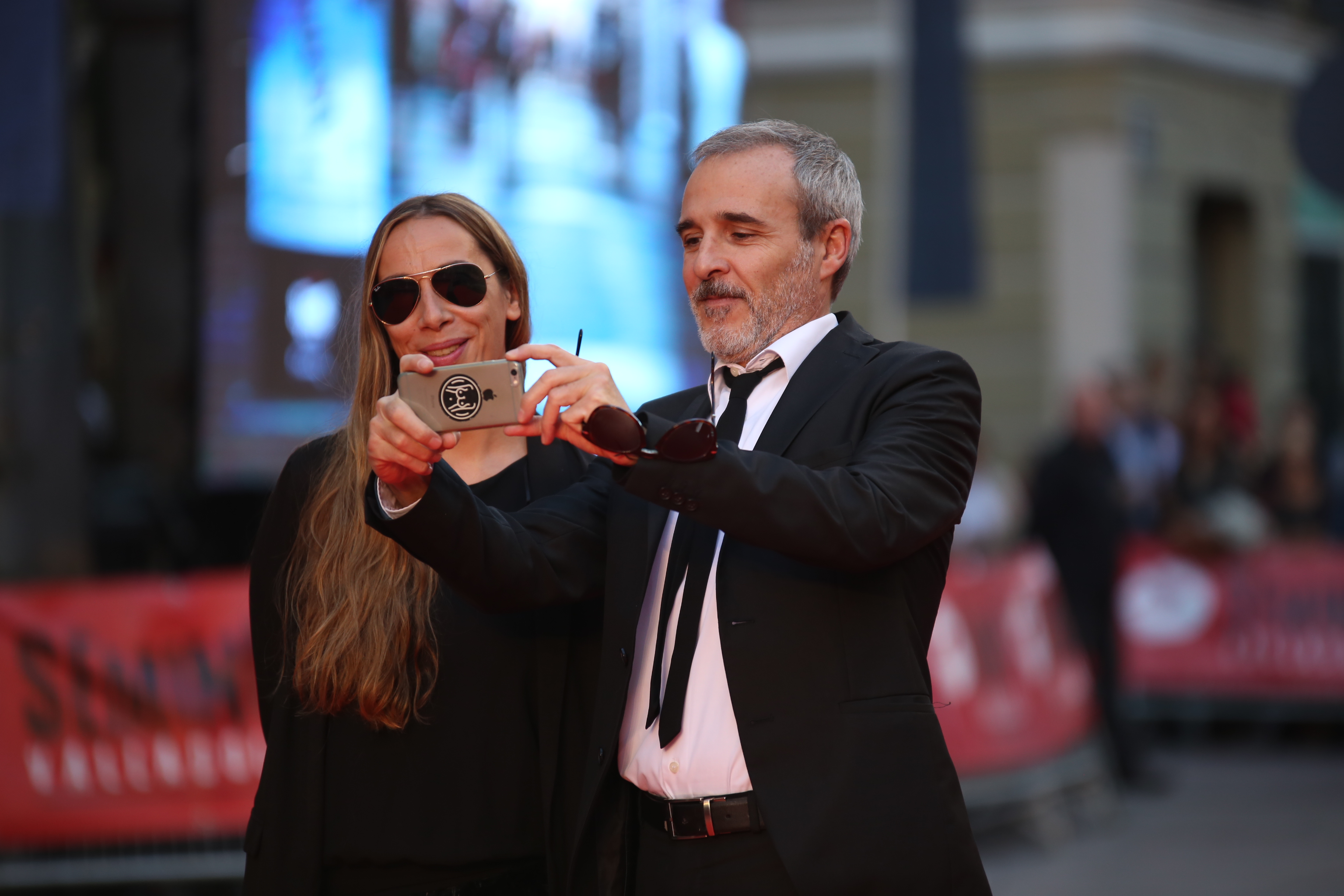
Fernando Guillén Cuervo estuvo presente en las últimas producciones dirigidas por Eloy de la Iglesia: la adaptación para televisión de Calígula (2001) y la adaptación al cine de Los novios búlgaros (2003) escrita por Eduardo Mendicutti.

Dos años después estrenó una comedia dramática, a la postre su última película, Los novios búlgaros (2003). Con un presupuesto superior a dos millones de euros, financiados por Pedro Olea, Eduardo Campoy, Fernando Guillén Cuervo y Jesús García Ciordia, se trata de la adaptación de la novela homónima de Eduardo Mendicutti. Narra una historia de amor homosexual cuya carga social tiene en este caso por ambiente el mundo de la emigración procedente del este de Europa. Daniel (Fernando Guillén Cuervo), un homosexual bien posicionado de 40 años, conoce y se enamora de Kiryl (Ditran Biba), un joven y atractivo búlgaro sin papeles y sin escrúpulos, por quien se mete en líos que van en aumento. Él se dice a sí mismo que lo hace para ayudarle a salir adelante para no reconocer que está vendido a su pasión. Su adversaria es Kalina (Anita Sinkovic) la novia búlgara de Kiryl.

No creo que haya hecho ningún trabajo, a pesar de la presión ideológica de mis comienzos, que no responda a mi visión personal de las cosas, a mi apetencia de hacer o no una historia determinada. Incluso de optar por un público concreto.
Eloy de la Iglesia, en Revista La Crítica (2013) 

Después de la buena acogida de sus últimos proyectos, De la Iglesia debutó en 2002 como actor en la película Mi último silencio debut cinematográfico del realizador catalán J. A. Durán, en compañía de artistas como Juan Echanove, David Summers o José María Nunes. También se planteó colaborar con Eduardo Mendicutti para la elaboración de un guion que no llegó a cristalizar.
El 23 de marzo de 2006 Eloy de la Iglesia falleció a los 62 años de edad debido a complicaciones  posteriores a una operación para la resección de un tumor benigno. Fue incinerado al día siguiente en el Crematorio del Cementerio de La Almudena.

No soy capaz de pensar en el futuro, y quizá por todo esto he hecho el cine que he hecho, ése en el que a mí me gusta ser el primer espectador.
Eloy de la Iglesia, en Diario El Mundo (1996) 

## Filmografía

### Características
La obra de Eloy De la Iglesia es muy personal, disidente, transgresora y provocadora. Inspira, en parte, la primera etapa de Pedro Almodóvar cuyo mundo se mueve en órbita próxima a la suya tal como se reflejó en sus primeras películas como Pepi, Luci, Bom y otras chicas del montón (1980), Laberinto de pasiones (1982) o ¿Qué he hecho yo para merecer esto? (1984).

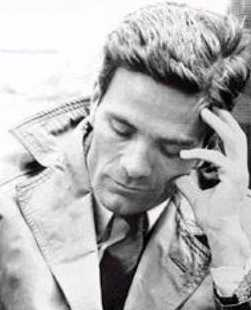
El cine de Pier Paolo Pasolini presenta puntos de conexión con las obras de Eloy de la Iglesia.

Su cine también posee puntos de contacto con el del cineasta italiano Pier Paolo Pasolini al inspeccionar el mundo del lumpemproletariado como el director italiano en filmes como Las mil y una noches (1974), Decamerón (1971) o Saló y los 120 días de Sodoma (1975).

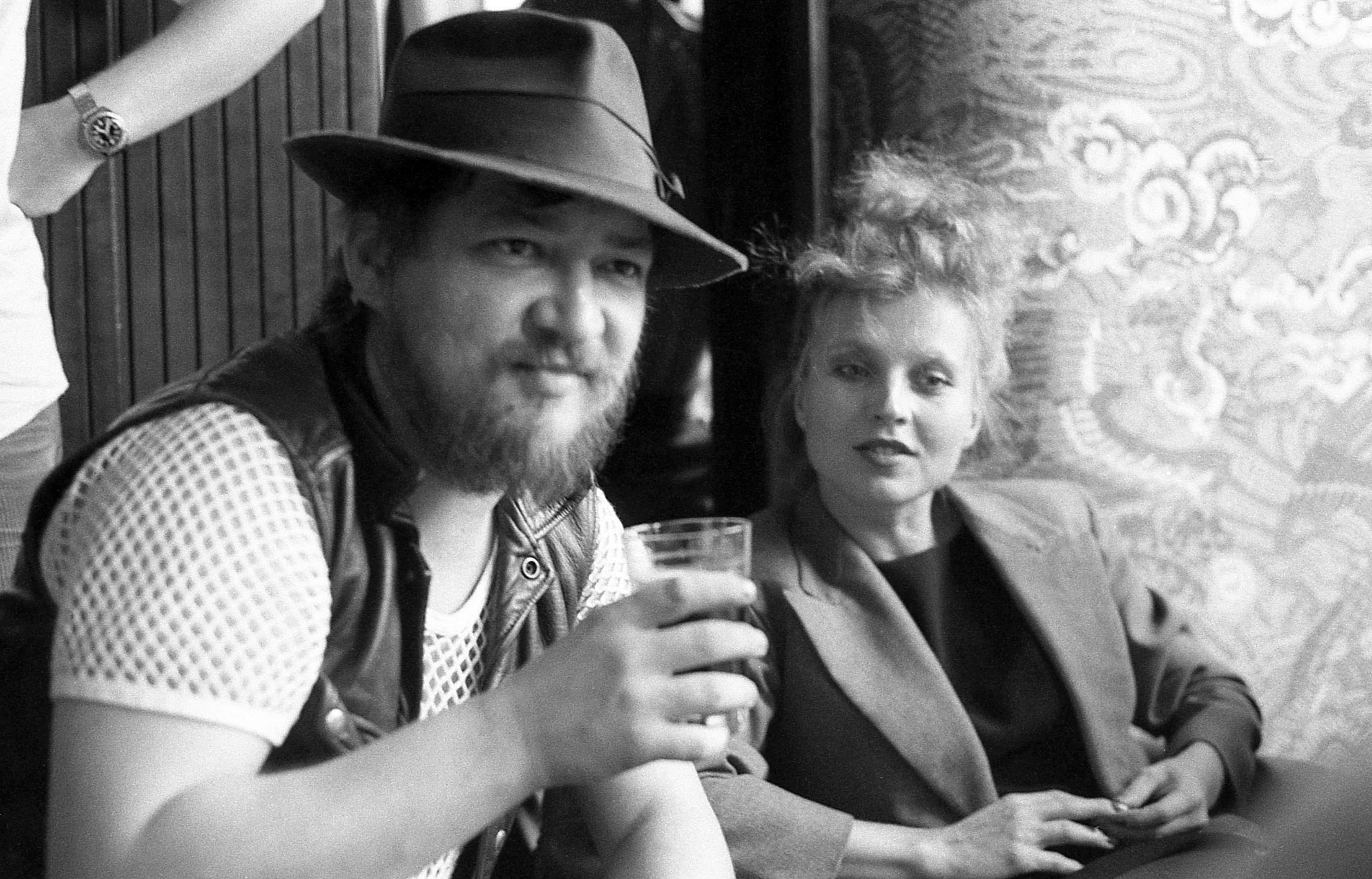
El director alemán Rainer Werner Fassbinder también se ha asociado con el estilo, temática e inquietudes mostradas por Eloy de la Iglesia.

También tiene similitudes con obras del director alemán Rainer Werner Fassbinder como El amor es más frío que la muerte o Katzelmacher (1969) aportando un elemento castizo y una violencia esencial en contenido y forma. Por ello sus películas conmocionaron especialmente en la época de la Transición española con historias taquilleras, de estilo tremendista, que destemplaron a críticos alguno de los cuales calificó sus películas de "groserías fílmicas". También tuvo amplios problemas con la censura cinematográfica lo que le obligó a apartar algunas temáticas como la homosexualidad hasta su desaparición.
Desde su debut con Fantasía... 3 (1966) De la Iglesia se mostró como un cineasta amante del discurso directo y de la estética naturalista. En la etapa más emblemática y popular de su filmografía, durante los años 80, hizo protagonistas a chicos de la calle que no eran en origen actores profesionales. Reclutados en casting poco o nada académicos intérpretes como José Luis Fernández Eguia "El Pirri" o José Luis Manzano procedían de las afueras o se hallaban en la frontera misma de la delincuencia. Sin embargo cabe destacar que durante su trayectoria, tanto antes como después, trabajó con reputados actores como Carmen Sevilla, José Sacristán, Amparo Muñoz, Simón Andreu, Ana Belén, Fernando Guillén Cuervo, Emma Penella, Sancho Gracia, Sue Lyon, Vicente Parra, Verónica Castro o Eusebio Poncela.
En sus filmes hay un ejemplo de compromiso con la realidad inmediata, gran honestidad y riesgo, frente al conformista panorama de la mayoría del cine de su tiempo. Fuera de sus discutibles méritos estéticos las películas de De la Iglesia conservan un gran valor documental, reflejo del tiempo que vivió, especialmente de la marginalidad española de finales de los años setenta y principios de los ochenta.

### Filmografía como director
| Título                               | Año  |
| ------------------------------------ | ---- |
| Fantasía... 3                        | 1966 |
| Algo amargo en la boca               | 1969 |
| Cuadrilátero                         | 1970 |
| El techo de cristal                  | 1971 |
| La semana del asesino                | 1972 |
| Nadie oyó gritar                     | 1973 |
| Una gota de sangre para morir amando | 1973 |
| Juego de amor prohibido              | 1975 |
| La otra alcoba                       | 1976 |
| Los placeres ocultos                 | 1977 |
| La criatura                          | 1977 |
| El diputado                          | 1978 |
| El sacerdote                         | 1979 |
| Miedo a salir de noche               | 1980 |
| Navajeros                            | 1980 |
| La mujer del ministro                | 1981 |
| Colegas                              | 1982 |
| El pico                              | 1983 |
| El pico 2                            | 1984 |
| Otra vuelta de tuerca                | 1985 |
| La estanquera de Vallecas            | 1987 |
| Calígula (TV)                        | 2001 |
| Los novios búlgaros                  | 2003 |

### Filmografía como guionista
- El techo de cristal (1971)
- La semana del asesino (1972)
- Juego de amor prohibido (1975)
- La otra alcoba (1976)
- Los placeres ocultos (1977)
- El diputado (1978)
- Navajeros (1980)
- Colegas (1980)
- El pico (1983)
- El pico 2 (1984)
- Otra vuelta de tuerca (1985)
- La estanquera de Vallecas (1987)